# Cseres-tó
A Cseres-tó Kisoroszi egyetlen tava. A tó Kisoroszi belterületének keleti oldalán, a település külterületén található; északról a Homokalja út, nyugatról a Tó utca, délről a Kossuth utca, keletről a Magyar Golf Club golfpályája határolja. Vízterülete: 6,7 hektár, átlagos vízmélysége: 3,5 méter. Az intenzív kavicsbányászat nyomán alakult ki. A bányászat megszűntével közkedvelt szabadidős terület: kirándulóhely, horgász helyszín. 